# Antonio Hernández Palacios
Antonio Hernández Palacios (* 16. Juni 1921 in Madrid; † 19. Januar 2000) war ein spanischer Comiczeichner.
Hernández Palacios war nach dem Studium Werbezeichner, Filmplakatmaler und Buchillustrator und zeichnete nur sporadisch Comics. Ab 1970 schuf er für das neugegründete Magazin Trinca den Historiencomic El Cid und die Westernserie Manos Kelly, welche auch in Deutschland veröffentlicht wurden. Ab 1979 fertigte er zusammen mit dem Texter Jean-Pierre Gourmelen die Westernserie Mac Coy für den französischen Verlag Dargaud, die es zu 21 Alben brachte. Weitere Werke von ihm waren das Kriegsdrama Eloy und der Geschichts-Comic Roncesvalles.

## Alben
- Mac Coy (16 Alben, Ehapa 1980–1991, die ersten 11 Alben erschienen in der Reihe Die großen Edel-Western); 5-bändige deutsche Gesamtausgabe mit allen 21 Originalalben und zwei Kurzgeschichten 2017–2021 beim avant-verlag
- El Cid (4 Alben, Carlsen/Splitter 1982–1988); deutsche Gesamtausgabe 2016 beim avant-verlag
- Manos Kelly (Comic Action Album 106, Gevacur AG/Kauka, 1974); deutsche Gesamtausgabe 2015 beim avant-verlag

## Auszeichnungen & Preise
- 1974: Yellow Kid auf dem Comic-Festival in Lucca